# Kōji Kondō
Kōji Kondō (近藤 浩治?, Kondō Kōji; Nagoya, 13 agosto 1961) è un compositore e musicista giapponese.
Ha scritto la colonna sonora ed è stato progettista del suono di alcuni tra i più celebri videogiochi prodotti dalla Nintendo. È noto soprattutto per aver scritto il tema principale della fortunata serie di Super Mario. Attualmente si occupa di supervisonare il comparto sonoro dei nuovi videogiochi delle serie di Mario e Star Fox.
È considerato tra i compositori di videogiochi più importanti di sempre, in grado di scrivere brani orecchiabili e iconici.

## Biografia

### Giovinezza
Cominciò a studiare musica all'età di cinque anni, suonando un organo elettrico Electone della Yamaha. Da adolescente i suoi genitori gli regalarono il sintetizzatore Yamaha CS-30, tuttavia Kondō interruppe la sua istruzione musicale all'inizio delle scuole superiori. Successivamente studiò all'Università di Osaka pianificazione artistica, un corso a indirizzo generale. In quel periodo entrò a far parte di una cover band di musica fusion, dove suonava le tastiere.

### Gli inizi in Nintendo
All'inizio degli anni '80 la Nintendo, azienda produttrice di videogiochi di Kyoto, stava assumendo per la prima volta dei compositori. Kondō ne venne a conoscenza tramite il servizio di orientamento della sua università ed essendo appassionato di sintetizzatori e di videogiochi arcade, apprezzando in particolare Space Invaders e Donkey Kong 3, si propose per il lavoro nel 1983. Il suo primo incarico fu di comporre la musica del videogioco arcade Punch-Out!!. L'anno seguente, venne assunto stabilmente da Nintendo. All'epoca, gli unici altri programmatori dell'azienda responsabili del comparto sonoro erano Hirokazu Tanaka e Yukio Kaneoka. Il secondo fece da mentore a Kondō, aiutandolo a imparare a programmare in BASIC, competenza necessaria per trascrivere la sua musica al computer.
Venne presto assegnato allo sviluppo dei nuovi giochi per Famicom, la console domestica di Nintendo, che era in grado di utilizzare per la musica al massimo tre canali audio contemporaneamente, nei quali potevano essere riprodotte alcune specifiche forme d'onda. Nei primi mesi dopo l'assunzione lavorò al manuale della periferica Family Basic, destinata al Famicom, spiegando come usarla per trascrivere in linguaggio di programmazione alcune musiche popolari giapponesi.

### Sodalizio con Nintendo R&D4
Nella seconda metà del 1984 scrisse le musiche di Devil World, a cui stavano lavorando Shigeru Miyamoto e Takashi Tezuka della divisione Nintendo Research & Development 4, da poco aperta. Kondō curò in particolare la musica che accompagnava il livello bonus, per il quale Tezuka preparò un testo da poter cantare, inserito nel manuale di istruzioni; un'idea innovativa per un videogioco dell'epoca. Il suo lavoro venne apprezzato dal gruppo, che decise di coinvolgerlo in tutti i loro successivi progetti di punta.
Venne infatti incaricato nel 1985 di scrivere la musica di Super Mario Bros.. Kondō prese ispirazione da vari generi musicali per riuscire ad accompagnare al meglio la varietà delle azioni mostrate a schermo. Ad esempio per i livelli acquatici, più calmi, scrisse un valzer, per quelli sotterranei, dall'atmosfera inquietante, utilizzò un riff minimalista. Per il tema principale del gioco ci fu qualche incertezza. Inizialmente Kondō aveva preparato una musica tranquilla basandosi sull'ambientazione campestre del gioco. Si rese presto conto che il ritmo di gioco era molto più concitato di quanto si aspettasse, così decise di realizzare un nuovo brano partendo da una sezione ritmica adeguata. Su di essa compose un tema allegro e orecchiabile dalle sonorità latine. Il brano ottenne un grosso successo, diventando in breve tempo famoso e riconoscibile anche al di fuori del contesto videoludico.
Nel 1986 Kondō lavorò alla colonna sonora di The Legend of Zelda. La versione pubblicata in Giappone era uno dei primi titoli per la periferica Famicom Disk System. Rispetto al semplice Famicom essa vantava maggiori capacità sonore, permettendo di personalizzare le forme d'onda riprodotte. Kondō utilizzò questa caratteristica prevalentemente negli effetti sonori. Anche il tema principale di Zelda ha ottenuto un ottimo successo, e viene oggi considerato tra i più iconici della storia dei videogiochi.
Negli anni seguenti continuò a scrivere musiche per videogiochi del Famicom, i quali richiedevano un numero sempre più elevato di brani, dato che la memoria disponibile sui supporti di distribuzione era aumentata. Le sue colonne sonore più elaborate per la macchina furono quelle di Shin Onigashima, ispirata alla musica tradizionale giapponese, e di Super Mario Bros. 3, nella quale utilizzò la modulazione delta, una funzionalità speciale della console, per ottenere suoni delle percussioni più realistici. Kondō ebbe qualche difficoltà a scrivere il tema principale di Super Mario Bros. 3, visto che avrebbe dovuto reggere il confronto con il successo dell'originale. Realizzò diversi brani candidati da proporre al team di sviluppo, che alla fine ne scelse uno di stampo reggae.

### Utilizzo delle nuove tecnologie
Con l'arrivo del Super Nintendo, cambiò drasticamente il lavoro di compositore di Kondō. A differenza del Famicom, la nuova console riproduceva musica esclusivamente attraverso il campionamento di strumenti musicali. Questa tecnica rendeva le composizioni molto più realistiche rispetto alle sonorità elettroniche utilizzate fino ad allora, facendo perdere, secondo Kondō, parte dell'identità che aveva contraddistinto la musica per videogiochi. Per mantenere delle differenze rispetto alla musica leggera convenzionale, Kondō decise a questo punto di proporre nelle sue musiche degli arrangiamenti inusuali, ovvero associando strumenti che raramente vengono utilizzati insieme, ad esempio il banjo accompagnato da steel pan. Il primo gioco per Super Nintendo a cui lavorò fu Super Mario World nel 1990, dove mise in atto questa strategia nella musica di accompagnamento alla schermata del titolo, caratterizzata da continui cambi di strumentazione.
Kondō approfondì ulteriormente le possibilità che offriva il chip sonoro del Super Nintendo lavorando a Starwing, per cui programmò gli effetti sonori. Fu tra i primi giochi prodotti da Nintendo in cui erano presenti delle brevi registrazioni vocali. Essendo un gioco tridimensionale, Kondō dovette, inoltre, bilanciare correttamente gli effetti, prendendo in considerazione eco e distanza tra gli oggetti.
Il lavoro di Kondō cambiò ulteriormente con l'introduzione del Nintendo 64. Fino ad allora aveva continuato ad occuparsi di programmare le sue composizioni all'interno dei giochi, ma il processo era diventato troppo complesso sulla nuova console, così venne affiancato da programmatori specializzati in questo campo. Il Nintendo 64 permetteva di utilizzare campionamenti più realistici e lunghi. Kondō utilizzò estratti di ritmiche e canti esotici nelle colonne sonore dei due capitoli di Zelda per la console, Ocarina of Time e Majora's Mask. Per questi ultimi scrisse anche alcune melodie diegetiche da suonare con un'ocarina all'interno dei due giochi. Dovette comporle utilizzando solamente cinque note, le sole a disposizione del giocatore.

### Il ruolo da supervisore
Dopo il 2000, dall'era del GameCube in poi, Kondō smise di comporre da solo tutti i brani delle colonne sonore a cui lavorava, preferendo collaborare con altri compositori. Questo era dovuto alla quantità di brani che ormai era necessaria per ogni nuovo titolo e per la qualità sonora richiesta, che a questo punto era paragonabile a una registrazione con strumenti tradizionali.
Scrisse per la prima volta un brano con un arrangiamento orchestrale per il trailer di The Legend of Zelda: Twilight Princess mostrato all'Electronic Entertainment Expo del 2005. Tuttavia nella colonna sonora del gioco finale vennero utilizzati dei più convenzionali arrangiamenti sintetici. Kondō infatti non era ancora del tutto sicuro che le sonorità orchestrali fossero adatte al contesto videoludico. Cambiò opinione durante la lavorazione di Super Mario Galaxy, uscito nel 2007. Il gioco richiedeva delle musiche dalle atmosfere epiche e solenni, tipiche della space opera, e l'utilizzo di un'orchestra si rivelò azzeccato.
Nel 2007 Kondō ricevette un premio alla carriera ai Game Audio Network Guild Awards, mentre l'anno seguente il reparto sonoro di Nintendo EAD, guidato da Kondō , ottenne un riconoscimento ai CEDEC Awards di Tokyo per il lavoro svolto sulla serie di The Legend of Zelda.
Negli ultimi anni Kondō ha assunto il ruolo stabile di supervisore delle musiche dei giochi delle serie di Mario, Zelda e Star Fox, con il compito di formare i nuovi compositori assunti da Nintendo. Ha curato in particolare la colonna sonora di Super Mario Maker, per cui ha scritto alcuni brani dalle sonorità retrò, nello stesso stile delle musiche dei primi giochi di Mario a cui aveva lavorato. Ha fatto anche da consulente durante la progettazione degli impianti audio delle ultime console Nintendo.

## Stile musicale

### Metodo di lavoro
Kondō ha dichiarato che di solito inizia a lavorare alle musiche di un gioco già durante le fasi iniziali dello sviluppo, attendendo solo che venga definito chiaramente il concept generale e che sia stato realizzato qualche screenshot e un primo prototipo. Ha però ammesso che, lavorando così, alcune volte gli sia capitato che dei brani non si adattassero bene al livello finito, e che quindi sia stato costretto a riscriverli.
Secondo Kondō gli effetti sonori di un videogioco hanno la stessa importanza della colonna sonora, in quanto devono risultare azzeccati e non ripetitivi per il giocatore. Per un comparto sonoro riuscito, musica ed effetti devono essere ben bilanciati. A suo parere questo equilibrio è più semplice da raggiungere quando è una sola persona ad occuparsi di entrambi, ovvero come succedeva quasi sempre nello sviluppo dei giochi per Famicom.

### Caratteristiche ricorrenti
Nei suoi brani Kondō cerca di rispecchiare il ritmo del gioco per cui sta componendo, in modo da non scrivere semplici musiche di sottofondo, ma composizioni che arricchiscono l'esperienza complessiva. In Super Mario Bros., ad esempio, quando il tempo concesso al giocatore per completare un livello sta per scadere, la musica aumenta di tempo, per dare un ulteriore senso di urgenza. Similmente, in Super Mario World ogni volta che Mario è a cavallo di Yoshi, si aggiungono alla strumentazione del brano delle percussioni che sottolineano il vantaggio acquisito dal giocatore. Nei giochi della serie di New Super Mario Bros. avviene invece l'opposto, ovvero è la musica a influenzare il gameplay. Alcuni nemici, infatti, eseguono delle azioni particolari in base al ritmo del brano in sottofondo.
Una delle composizioni di cui Kondō è più soddisfatto è quella della Piana di Hyrule di Ocarina of Time, caratterizzata da una struttura variabile e interattiva. Per evitare che la musica diventi ripetitiva, trattandosi dell'area più grande del gioco, Kondō ha scritto otto battute distinte che si alternano a seconda di quel che fa il giocatore: se rimane fermo, viene riprodotta la porzione più calma del brano, mentre se sta combattendo contro un nemico, la musica diventa più concitata.
A suo giudizio i brani che ha scritto per la serie di Super Mario sono tendenzialmente in tonalità maggiore e trasmettono un senso di allegria, mentre quelli di The Legend of Zelda sono caratterizzati da una successione di accordi più elaborata e da una maggiore varietà di generi musicali.

### Influenze
Per le sue composizioni Kondō prende spunto da molteplici generi musicali e da musiche tradizionali di culture diverse; ad esempio per la colonna sonora di The Legend of Zelda: Majora's Mask ha detto di essersi ispirato all'opera cinese. Allo stesso tempo cerca anche di adattare le mode musicali del momento al contesto videoludico.
Riguardo ai suoi generi preferiti, ha affermato che da giovane ascoltava prevalentemente musica hard rock, jazz e fusion, apprezzando i Deep Purple, i Casiopea e Sadao Watanabe. In seguito si è appassionato alla world music, ascoltando artisti come i Gipsy Kings e il soprano Sarah Brightman. Tra le sue composizioni classiche preferite ha citato i concerti per pianoforte di Rachmaninov.

## Colonne sonore

### Autore principale
- 1983 – Punch-Out!!
- 1984 – VS. Golf
- 1984 – Devil World (con Akito Nakatsuka)
- 1985 – Soccer
- 1985 – Super Mario Bros.
- 1986 – VS. Super Mario Bros.
- 1986 – The Legend of Zelda
- 1986 – The Mysterious Murasame Castle
- 1986 – Super Mario Bros.: The Lost Levels
- 1986 – Volleyball
- 1987 – Yume Kōjō: Doki Doki Panic
- 1987 – Famicom Mukashibanashi: Shin Onigashima
- 1988 – Super Mario Bros. 2
- 1988 – Super Mario Bros. 3
- 1990 – Super Mario World
- 1991 – The Legend of Zelda: A Link to the Past
- 1995 – Super Mario World 2: Yoshi's Island
- 1996 – Super Mario 64
- 1997 – Lylat Wars (con Hajime Wakai)
- 1998 – The Legend of Zelda: Ocarina of Time
- 2000 – The Legend of Zelda: Majora's Mask (con Toru Minegishi)
- 2002 – Super Mario Sunshine (con Shinobu Tanaka)
- 2015 – Super Mario Maker (con Naoto Kubo e Asuka Hayazaki)

### Autore di alcuni brani
- 1990 – Pilotwings
- 2002 – The Legend of Zelda: The Wind Waker
- 2006 – New Super Mario Bros.
- 2006 – The Legend of Zelda: Twilight Princess
- 2007 – Super Mario Galaxy
- 2008 – Super Smash Bros. Brawl
- 2009 – The Legend of Zelda: Spirit Tracks
- 2010 – Super Mario Galaxy 2
- 2011 – The Legend of Zelda: Skyward Sword
- 2013 – Super Mario 3D World
- 2014 – Super Smash Bros. for Nintendo 3DS e Wii U
- 2017 – Mario Kart 8 Deluxe
- 2017 – Super Mario Odyssey
- 2018 – Super Smash Bros. Ultimate
- 2019 – Super Mario Maker 2